# Melanzana (colore)
Melanzana è il colore mostrato a destra.
Si tratta da una tonalità di porpora tendente al marrone, introdotto dalla Crayola nel 1998 (anche se nella loro versione è più tendente al grigio). Spesso ci si riferisce a tale colore con il suo nome  francese aubergine.
Prende il proprio nome da quello dell'omonimo ortaggio, il cui colore nella realtà può variare dall'indaco al bianco.